# Mačevanje
Mačevanje u širem smislu označava borilačku vještinu u kojom se dva protivnika bore hladnim oružjem (mačem, sabljom, nožem) koje drže u ruci te njime pokušavaju ubosti ili sasjeći protivnika. U užem smislu, mačevanje se koristi kao naziv sporta u kojem se dva natjecatelja bore propisanim oružjem te zaštićeni odgovarajućom zaštitnom opremom.

## Razvoj mača
Mač je kroz povijest mijenjao svoj izgled, razvijao se i usavršavao kako bi bio što efikasniji. S Istoka u Europu prodire sablja, kao oružje nomadskih naroda (prvo Tatara pa kasnije Turaka). Srodna je maču, a radi pogodnosti koje je pružala u borbi na konju, sablju tijekom XVII. i XIX. stoljeća preuzimaju konjičke postrojbe svih tadašnjih vojska.

## Povijest
Prvi zapisi mačevanja kao nadmetanja u kontroliranom okruženju s opremom za trening, zaštitnom opremom i sucima potječu još iz drevnog Egipta. Tradicija je nastavljena i kasnije, te je mačevanje kroz čitav srednji vijek korišteno kao način vojne obuke, ali i vrsta razonode. Kako je hladno oružje vremenom zbog napretka ratne tehnike izgubilo prvobitni značaj, mač i sablja ostaju samo simbolično u sastavu paradnih uniforma mnogih vojski, a mačevanje se od ratne vještine i sredstava za rješavanje osobnih sporova (dvoboj) postupno pretvara u moderan olimpijski sport, koji danas koristi suvremenu zaštitnu opremu te elektronsku tehnologiju za registraciju pogodaka.
Mačevanje je kao sport uključen u program modernih Olimpijskh igara već na Igrama u Ateni 1896. godine. Ipak, zbog brojnih razlika u postojećim pravilima u prvim godinama tog sporta bilo je dosta nejasnoća, koje su konačno razriješene 1913. godine osnivanjem Međunarodnog mačevalačkog saveza. Ta se godina smatra i početkom razvoja moderne ere mačevalačkog sporta.
Mačevanje je u prvim godinama postojanja međunarodnog saveza jedan od najpopularnijih sportova te zauzima mjesto bazičnog sporta u nastavi tjelesne kulture u mnogim zemljama. O tome govori i činjenica da je finale svake od osam disciplina svjetskog mačevalačkog prvenstva 1937. godine u Parizu gledalo gotovo 5000 ljudi što je za ono vrijeme bila izuzetna posjećenost jednog športskog događaja.
Danas je mačevanje moderan i dinamičan olimpijski sport koji privlači sve više i više mladih. Svjetskom scenom tradicionalno dominiraju Italija, Francuska, Mađarska, Njemačka te zemlje bivšeg Istočnog Bloka poput Rusije, Poljske, Ukrajine i Rumunjske. U zadnje vrijeme sjajne rezultate postižu i SAD te neke zemlje Dalekog istoka što naravno ne znači da "male" zemlje poput Hrvatske nemaju svoje mjesto.
Moderno športsko mačevanje koje kao osnovu ima europsko mačevanje (za razliku od raznih oblika mačevalačkih vještina Dalekog istoka među kojima se ističe japansko mačevanje - Kendo) rasprostranjeno je na svih pet kontinenata. Održavaju se svjetska, europska i nacionalna prvenstva, kao i mnogi međunarodni i nacionalni turniri širom svijeta. Mačevanje je i jedna od disciplina modernog petoboja.

## Mačevanje u Hrvatskoj
O popularnosti mačevanja u Hrvatskoj svjedoči činjenica da je mačevanje bilo uvršteno na prvi civilni tečaj za učitelje fizičke kulture pod vodstvom velikana hrvatskog sporta dr. Franje Bučara. U vrijeme prije Prvog svjetskog rata gotovo u svakom većem gradu u Hrvatskoj djeluje privatni učitelji mačevanja, a klubovi postoje u Zagrebu, Splitu, Osijeku, Karlovcu, Dubrovniku, Puli, Zadru, Petrinji te u mnogim drugim gradovima pa je zbog toga i osnovan Hrvatski mačevalački savez 1911. godine. Valja istaknuti da je prvi hrvatski mačevalački klub osnovan u Zagrebu 1902. godine djelovanjem talijanskog učitelja mačevanja svjetskog glasa Guiseppea Galantea. Iz tog vremena datira i prva hrvatska olimpijska medalja koju je osvojio hrvatski mačevalac Milan Neralić pod austrijskom zastavom 1900. godine u Parizu u disciplini sablja za profesionalne učitelje mačevanja.
Završetkom prvog svjetskog rata i pristupanjem Hrvatske Kraljevini SHS mačevanje doživljava svoj drugi procvat. Jugoslavenski savez je osnovan 1924. godine u Beogradu, no uskoro je sjedište federacije premješteno u Zagreb gdje je ono i ostalo do Drugog svjetskog rata. U međuratnom razdoblju Hrvati nastupaju i na Olimpijskim igrama no nikad s uspjehom iz 1900. godine. Hrvatski reprezentativci su u sastavu jugoslavenske reprezentacije posljednji put nastupili na Olimpijskim igrama 1936. godine u Berlinu.
Nakon Drugog svjetskog rata mačevanje u Hrvatskoj, prateći svjetski trend pada popularnosti mačevalačkog športa koji se nije uspio prilagoditi novim uvjetima te zbog nestanka mačevalačke populacije u ratu (naime, mačevanje kao prvenstveno vojni šport, je teško pogodila tragedija Drugog svjetskog rata rata zbog smrti velikog broja mačevalaca-vojnika), polako počinje gubiti na popularnosti. Najteže godine za Hrvatsko mačevanje su bile definitivno 70-te godine prošlog stoljeća kad su u Hrvatskoj djelovala samo dva kluba i to oba iz Zagreba. Polagani oporavak mačevanja počinje kasnih 70-tih i ranih 80-tih kad je obnovljen klub u Splitu povodom Mediteranskih igara, te sagrađena stalna specijalizirana dvorana za mačevanje u Zagrebu. Hrvatsko mačevanje doživljava snažan polet u kasnim 90-tim godinama prošlog stoljeća koji se osjeća i danas. Tada su osnovani klubovi u Varaždinu, Rogoznici, Karlovcu te brojni novi klubovi u Zagrebu. U tom vremenu dolazi do svojevrsne renesanse rezultata koja privremeno katapultira hrvatsko mačevanje u sam vrh svjetske scene koja također doživljava snažno povećanje interesa za mačevanje. Iz tog perioda treba istaknuti floretašku reprezentaciju u sastavu Limov, Debić, Jovanović koja je slovila za jednu od boljih na svijetu. O njihovoj kvaliteti svjedoči i činjenica da je najmlađi iz te trojke, Bojan Jovanović, prvi Hrvat koji je nastupio na Olimpijskim igrama pod hrvatskom zastavom 2012. godine u Londonu i to nakon punih 76 godina od posljednjeg Hrvata natjecatelja na Olimpijskim igrama. Godine 2011. osnovani su klubovi u Poreču i Osijeku, a 2014. je ponovno na kratko vrijeme oživio klub u Varaždinu, dok je 2021. osnovan klub u Zadru, a 2022. je osnovan klub u Bilicama kod Šibenika. 

## Pravila mačevanja
Mačevanje se odigrava na stazi širine 1,5 metra te dužine 14 metara. Protivnici koriste oružje propisanih karakteristika te propisanu zaštitnu opremu za cijelo tijelo. Cilj je, ovisno o vrsti oružja, ubosti ili posjeći (samo kod sablje) protivnika, ali samo u strogo određeni dio tijela. Automatski električni sustavi registriraju pogotke, a pravilnost izvođenja u nekim disciplinama procjenjuju suci. Pobjednik je mačevalac koji prvi skupi određeni broj pogodaka.

## Discipline u mačevanju
Postoje tri osnovne discipline u mačevanju, koje se razlikuju po vrsti oružja, pravilima borbe te dijelu tijela protivnika na kojem se priznaje pogodak, a koji se naziva važeća površina.

### Floret
Floret je oružje kojim se pogodak ostvaruje isključivo ubodom, dakle samo vrhom. U povijesnom aspektu predviđen je kao vježbovna verzija rapira, značajno umanjene mase kako bi se mačevaocu omogućilo dugotrajnije uvježbavanje tehnike. Floret je zadržao isti oblik kao iz kojeg je iznikao pa za razliku od sportskog mača je lakši, s manjom zaštitnom košaricom (garda) i nešto jače izraženom savitljivošču. Važeća površina je isključivo torzo protivnika, dakle gornji dio tijela bez ruku i glave. Pogodak u nevažeći dio tijela se ne boduje, ali se nakon takvog pogotka borba prekida i pogotci nakon toga se ne broje do ponovnog znaka za početak borbe. Borbu vodi sudac koji procjenjuje koji je borac imao prednost napada (navale) odnosno, pojednostavljeno, koji je borac pravilno izveo napad te u slučaju obostranog važećeg pogotka tom borcu dodjeljuje bod.

### Mač
Mač je najmasivnije od tri oružja, a kao sportsko oružje direktni je nasljednik povijesnog rapira te oponaša pravi dvoboj, pa se pogodak u sportskoj borbi postiže isključivo ubodom. Važeća površina kod mača jest čitavo tijelo. Ne postoji pravilo navale kao kod floreta i sablje, što znači da u slučaju obostranog pogotka oba borca dobivaju bod.

### Sablja
Sablja je oružje kod kojeg se pogodak postiže ubodom i sječenjem. To znači da se pogodak priznaje dodirom važeće površine bilo kojim dijelom oštrice sablje. Kod sablje je važeća površina gornji dio tijela protivnika te vrijede jednaka pravila o prednosti navale kao i u floretu.

## Mačevalačka oprema
Osim samog oružja, mačevalac je opremljen zaštitnom opremom kao što je odgovarajuće mačevalačko odijelo, rukavice i maska. Uz to, za floret i sablju mačevalac nosi provodljivi plastron (u obliku prsluka u disciplini floretu ili majice s dugim rukavima u disciplini sablje) koji u potpunosti mora pokrivati važeću površinu. Također svaki mačevalac ima odgovarajuće ožičenje, spojeno na oružje te u slučaju floreta ili sablje i na provodljivi plastron. Sustav je napravljen tako da dodir oružja s protivnikovim tijelom (odnosno plastronom za floret ili sablju, a koji pokriva važeću površinu) zatvara strujni krug što se registrira paljenjem svjetla. Na taj način sudac može procijeniti da li je pogodak važeći te koji je od natjecatelja postigao taj važeći pogodak.

## Poveznice
- Milan Neralić
- Ivan Vladimir Mažuranić
- Hrvatski mačevalački savez
- Mačevalački klub Karlovac

## Vanjske poveznice
- Međunarodna mačevalačka federacija - FIE
- Hrvatski mačevalački savez
- mačevanje.hr  Arhivirana inačica izvorne stranice od 20. studenoga 2010. (Wayback Machine)